# Po Tisundimahrai
Po Tisundimahrai (? - mort en 1765), nommé Nguyễn Văn Thiết  dans les sources vietnamiennes est souverain de Champa (Chiêm Thành) à  Panduranga de 1763 à 1765.

## Contexte
Po Tisundimahrai est le fils aîné  de   Po Rattiraydaputao,  après sa mort il est investi par le Seigneur Nguyễn comme souverain vassal. Il meurt dès 1765 et après un interrègne de trois années son frère cadet Po Tisuntiraydapaghoh est désigné pour lui succèder par les Nguyễn.